# 恵公 (陳)
恵公（けいこう）は、春秋時代の陳の君主。姓は嬀、名は呉。陳の公子偃師の子として生まれた。哀公の孫にあたる。哀公35年（紀元前534年）11月、陳が楚に滅ぼされると、晋に亡命した。楚の霊王12年（紀元前529年）、楚の平王が立つと、諸侯と講和するため、公孫呉（恵公）を陳侯の位につけた。追って紀元前533年を恵公元年とした。恵公15年（紀元前519年）、呉王僚と鶏父で会戦し、敗戦した。28年（紀元前506年）2月、死去した。 